# Фридрих III (маркграф Бранденбург-Байрейта)
Фридрих III Бранденбург-Байрейтский (нем. Friedrich III. von Brandenburg-Bayreuth; 10 мая 1711, Веферлинген — 26 февраля 1763, Байрейт) — маркграф франконского княжества Байрейт из побочной линии франконских Гогенцоллернов.

## Биография
Маркграф Фридрих — сын Георга Фридриха Карла Бранденбург-Байрейтского и Доротеи Шлезвиг-Гольштейн-Зондербург-Бекской, дочери герцога Фридриха Людвига. Фридрих получил солидное образование и хорошее воспитание, восемь лет обучался в кальвинистском Женевском университете. Ещё в молодости Фридрих стал масоном. В 1730 году совершил образовательную поездку через Лион в Париж, изучал местные достижения техники и искусства. Фридрих изучал французский язык и совершенствовался в игре на флейте.
После смерти отца Фридрих наследовал ему в Байрейте. При жизни отец Георг Фридрих Карл и его министры всегда пытались отстранить Фридриха от государственных дел, опасаясь, что его супруга Вильгельмина с её сильным характером будет оказывать на слабого и мягкого по характеру мужа пропрусское влияние. Поэтому Фридрих оказался совершенно не готов править в Байрейте. Он полностью полагался на своих советников, но отвергал помощь Вильгельмины. Позднее супруге удалось завоевать доверие мужа, и финансовые вопросы княжества были поручены молодому секретарю Филиппу Эльродту, вскоре назначенному первым министром. Эльродт вскрыл коррупцию и семейственность среди министров и чиновников, ликвидировал недостатки в финансовой деятельность, собрал старые долги и осваивал новые источники доходов.
В 1742 году образованный маркграф Фридрих учредил в Байрейте университет, который спустя год был переведён в Эрланген и в настоящее время носит его имя. В 1756 году он основал Байрейтскую академию художеств, а в 1744—1748 годах в Байрейте по его указу бы построен Маркграфский оперный театр в барочном стиле. При Фридрихе также появились многие другие представительные сооружения.
Маркграф Фридрих также занимался военной политикой. Тесть выделил ему Ансбах-Байрейтский померанский драгунский полк. Фридрих получил звание генерал-фельдмаршала франконского округа и шефа франконского окружного кирасирского полка. Он стремился оградить свою страну от конфликта между Австрией и Пруссией. Во время Семилетней войны несколько раз пытался посредничать в переговорах по прекращению военных действий.
Фридрих был представителем просвещённого абсолютизма. В Байрейте его называли «Многими любимым», он пользовался любовью простого народа.

## Семья
30 ноября 1731 года Фридрих женился в Потсдаме на Вильгельмине Прусской, старшей сестре будущего короля Фридриха II. У супругов родился единственный ребёнок — дочь Елизавета Фридерика София Бранденбург-Байрейтская. После смерти Вильгельмины в 1758 году Фридрих женился на Софии Каролине Марии Брауншвейг-Вольфенбюттельской, дочери Карла I и Филиппины Прусской, племяннице своей первой жены. В этом браке детей не было, и Фридриху, не оставившему наследников мужского пола, наследовал его дядя Фридрих Кристиан Бранденбург-Байрейтский.